# Giải Einstein
Giải Einstein (tiếng Anh: Einstein Prize) là một giải được Hội Vật lý Hoa Kỳ (American Physical Society) trao 2 năm một lần cho những người có thành tựu nổi bật trong lãnh vực Lực hấp dẫn. Giải được đặt theo tên nhà vật lý lỗi lạc Albert Einstein (1879-1955), người đã đưa ra các Lý thuyết tương đối hẹp và Lý thuyết tương đối rộng. Giải này được trao lần đầu từ năm 2003. Hiện nay giải thưởng là 10.000 dollar Mỹ.

## Các người đoạt giải
- 2003: John A. Wheeler[1] và Peter G. Bergmann[2]
- 2005: Bryce S. DeWitt[3]
- 2007: Rainer Weiss[4] và Ronald W. P. Drever[5]
- 2009: James B. Hartle[6]
- 2011: Ezra Ted Newman[7]
- 2013: Irwin I. Shapiro[8]
- 2015: Jacob David Bekenstein[9]
- 2017: Robert M. Wald[10]
- 2019: Abhay V. Ashtekar[11]
- 2021: Clifford M. Will[12] và Saul A. Teukolsky[13]